# 최평락
최평락(1955년 4월 22일 ~ , 충남 논산)은 대한민국의 공무원이다. 

## 학력
- 서울고등학교 졸업
- 연세대학교 행정학 학사
- 밴더빌트대학교 대학원 경제학 석사
- 경희대학교 대학원 경영학 박사

## 경력
- 제23회 행정고시 합격
- 통상산업부 공보관
- 대통령비서실 행정관
- 산업자원부 무역정책과장
- 산업자원부 국제협력투자심의관
- 산업자원부 재정기획관
- 산업자원부 기간제조산업본부장
- 특허청 차장
- 전자부품연구원장
- 한국중부발전 대표이사 사장
- 한라대학교 총장

| 전임 이태용 | 제20대 특허청 차장 2008년 6월 18일 ~ 2009년 2월 6일 | 후임 김원중 |